# Lanbasar
Lanbasar (Lambasar, Lamasar o Lammasar) fou una de les fortaleses dels ismaïlites al nord-oest de Pèrsia, que fou arrabassada el 1102 al comandant local per Buzurg-Ummid, lloctinent i després successor de dai Hasan-i Sabbah. Les seves ruïnes encara es conserven; estava situada en un pendent molt fort (trenta graus) i fàcilment defensable, on la superfície semblava un tronc cònic mesurant 480 metres per 190. Estava al districte de Rudbar a la vora del Shah Rud, afluent del Sefid Rud, a 43 km al nord-oest de Qazvín. Fou assetjada sense èxit pel sultà seljúcida Muhammad I Tapar (1105–1118) el 1117. El 1257 el dai ismaïlita es va sotmetre als mongols amb 40 fortaleses, però Lanbasar va oferir resistència al general mongol Dayir Buka (1257-1258) igual que la fortalesa de Girdkuh (que encara va resistir més temps).
Les ruïnes foren descrites per Freya Stark el 1931 i per Ivanow el 1958.